# بتر
البتر هو إزالة أحد أطراف الجسم ('إزالة' العضو كاملا أو جزء منه) بعد إصابة جسدية أو جراحة. وهي وسيلة لمكافحة ألم أو مرض في الطرف المصاب بسبب سرطان أو غرغرينا.

## أسباب البتر
هناك أسباب كثيرة لعمليات بتر قد تكون ضرورية، وأكثرها شيوعاً هو ضعف الدورة الدموية بسبب تلف أو تضيق الشرايين يسمى مرض الشرايين الطرفية، دون تدفق الدم الكافي، يمكن أن خلايا الجسم لا تحصل على الأوكسجين والمواد المغذية التي يحتاجونها من مجرى الدم، ونتيجة لذلك، الأنسجة المتضررة تبدأ في الموت.
قد تكون الأسباب الأخرى للبتر:
إصابة حادة (من حادث سيارة أو حروق خطيرة).
ورم سرطاني في العظام أو العضلات في الطرف سماكة الأنسجة العصبية، يسمى ورم عصبي.

## أنواع ومستويات البتر
- بتر

```
جانب واحد "unilateral amputation": يكون فقدان طرف «علوي أو سفلي» في جانب واحد.
```

- بتر في جانب ثنائي "bilateral amputation": هو يكون فقدان طرف «علوي أو سفلي» في كل الجانبين «الأيمن والأيسر».

## مستويات البتر

### البتر في الأطراف العلوية
يشمل على:
1. بتر اليد أو جزءاٌ منها: بما فيها الأصابع أو الإبهام أو جزءا من اليد تحت رسغ.
2. فصل الرسغ "wrist disarticulation": يتم بتر العضو عند مستوى الرسغ
3. بتر عظمة الساعد "trans-radial": ذلك يحدث تحت الكوع حتى الرسغ أي الساعد بأكمله.
4. فصل الكوع "elbow disarticulation": يتم بتر العضو عند مستوى الكوع.
5. بتر عظمة العضد "Trans-humeral": يتم بتر فوق الكوع حتى الكتف أي الجزء العلوي من الذراع. 6) فصل الكتف "shoulder disarticulation": بتر يتم عند مستوى الكتفين مع بقاء نصل الكتف وقد يتم استئصال عظمة الترقوة أو لا. 7) Forequarter amputation"" : يتم بتر الكتف بأكمله مع نصله وعظمة الترقوة.

### بتر في الأطراف السفلية
يشمل على:
1. فصل الفخذ "hip disarticulation": يكون البتر من مفصل الحوض مع الفخذ بأكمله.
2. بتر الفخذ "Transfemoral": يتم فوق الركبة ويشمل على بتر أي جزء من الفخذ من عند الحوض حتى مفصل الركبة.
3. فصل الركبة "knee disarticulation": يحدث هذا البتر عند مستوى الركبة.
4. بتر الساق "Transtibial": هذا البتر يكون تحت الركبة ويشمل على أي بتر من الركبة حتى الكاحل.
5. فصل الكاحل "ankle disarticulation": يحدث هذا البتر عند مستوى الكاحل.

### بتر القدم
ويشمل بتر القدم على أي جزء فيه فقد تكون الأصابع أو جزء من القدم، وأنواع البتر التي تقع في تحت هذه الفئة:
1. بتر أصبع القدم.
2. بتر منتصف القدم.

## التغيرات السيكولوجية بعد فقدان الطرف
بتر الأطراف العلوية ينتج تغير في قدرة الشخص على الإحساس وقدرته على التعامل مع الأشياء مما يؤثر على التواصل والمشاركة الاجتماعية، وذلك الفقد سوف يؤثر على تقدير الذات والإحساس بالفعالية. وتكون استجابة الشخص للبتر معقدة فهي تعتمد على طبيعة الإنسان وشخصيته ومعتقداته. عادة عندما يفقد الشخص الطرف يكون في حالة صدمة وعدم تصديق وفي حالة فقدان الطرفين معاُ يكون في حالة يأس. وعادة ما يصاحب الشخص مشاعر مؤلمة مختلفة مثل: الغضب، الإحساس بالذنب، الإنكار، فقدان الأمل، وغيرها. وفي بعض الأحيان يعرض المريض هذه المشاعر على الأخصائي. فالأخصائي هنا لابد من مواجهتها عن طريق نقاشات مفتوحة مليئة بالصدق والاحترام والتعامل مع فريق عمل للتقليل من الحالات النفسية التي قد يتعرض لها. فالبتر لا يؤثر فقط على الوظائف الجسدية بل يؤثر أيضا على مدى ارتياح وتقبل المريض للحياة.

## دور أخصائي العلاج الوظيفي
- إعطاء المريض المعلومات الكافية، وشرح العلاج والنتائج الحقيقة تساعد على توضيح التوقعات للمريض فيقلل من الخوف والقلق.
- تقديم المريض إلى شخص مماثل لحالته لتسهيل مشاركة الحياة والخبرات وكذلك القدرة على حل المشكلات.
- تقديم للمريض مواد مرجعية؛ تتوفر فيها مواضيع تحتوي على معلومات عن البتر وخيارات الأطراف الصناعية وكيفية المحافظة على أعمال الحياة اليومية.
- التواصل مع أخصائي واستشاري نفسي إذا استدعى الأمر.

## فريق التأهيل الصحي
أعضاء الفريق هم الطبيب، أخصائي الأطراف الصناعية، وأخصائي العلاج الوظيفي وأخصائي العلاج الطبيعي، أما الأخصائي الاجتماعي والطبيب النفسي، والمستشار المهني يتم استدعائهم عند الحاجة. المرضى يجب ان يكون لهم دور فعال يجب أن يعطون فرصة لشرح احتياجاتهم، وأهدافهم. العلاج الوظيفي أمر بالغ الأهمية لعملية إعادة التأهيل، حيث أن الأخصائي يعمل على مقربة شديدة مع المريض ويمكن أن يؤثر على عملية التكيف. ويمكن معالجة بعض جوانب برنامج إعادة التأهيل من قبل أعضاء الفريق الآخرين، كما هو الحال في فترة ما قبل العملية حيث يمكن أن يكون تقديم التحكم بالعضو المتبقي من قبل أخصائي العلاج الطبيعي أو ممرضة.

## فترة ما قبل المعالجة التعويضية
فترة العلاج ما قبل المعالجة التعويضية من بعد العملية الجراحية للمريض حتى يحصل على طرف صناعي دائم. هذا هو الوقت المناسب للشفاء النفسي والجسدي.

## العناية بعد العملية الجراحية
العناية بعد العملية الجراحية مطلوبة فوراً بعد الجراحة، ويتناول العناية بالجروح، المحافظة على سلامة الجلد، حركة المفاصل، والحد من الوذمة، ومنع التندب، والسيطرة على الألم. هذا يحصل عادة في بيئة الرعاية الحادة مع الجراح، طاقم التمريض، والعلاج الطبيعي والعلاج الوظيفي، ويستمر بعدها في العيادات الخارجية، ويمكن تقديم المعالجة داخلياً في وحدة إعادة التأهيل، ومركز إعادة التأهيل، أو عيادة اليد. قد يكون من الضروري قبول المرضى الداخليين لبتر الأطراف المتعدد أو مضاعفات أخرى مثل الحروق واسعة النطاق.

## فترة ما قبل التعويضية البرنامج التوجيهي
العلاج الوظيفي خلال فترة ما قبل الأطراف الصناعية للطرف العلوي خاصة يشمل توفير الدعم العاطفي، وإزالة التحسس ما تبقى من العضو، والحفاظ على مدى الحركة والقوة، وتسهيل الاستقلال في نشاطات الحياة اليومية.
- توفير الدعم العاطفي: إنشاء علاقة ثقة ودعم مستمر مع المريض والأسرة لتسهيل مناقشة مفتوحة بينهم. التعاون مع الفريق بشأن احتياجات المريض وتحويل المريض للحصول على المشورة عند الحاجة. تقديم المريض إلى آخرين مع عمليات بتر مماثلة وظروف مماثلة.
- أعطاء الإرشادات في نظافة الطرف المصاب وتسريع التئام الجروح.
- إرشاد المريض لغسل الطرف يومياً مع صابون وتجفيفه جيدا.
- تطهير الجروح.
- استخدام كريم التدليك في خط خياطة الجرح.
- أقصى قدر من الانكماش الأطراف مع تشكيلها: والهدف من ذلك هو تقليص وتشكيل العضو المتبقي في النهاية الطرفية. وهذا يسمح للتركيب المثالي للطرف الصناعي.
- إزالة التحسس فيما تبقى من العضو: إزالة التحسس الزائد فيما تبقى من العضو بحيث أنه يستوعب اللمس والضغط، لتحضيره للإغلاق بتجويف الطرف الصناعي.
- الحفاظ على أو زيادة مدى الحركة وقوة الطرف ويمكن الوصول للتكيف الجسدي عن طريق النظام العلاجي لزيادة أو المحافظة على مدى الحركة في المفاصل الأعلى من مكان البتر. زيادة القوة العضلية لما تبقى من العضو ومنطقة الكتف أيضا من الأهداف، أيضا يمكن لأخصائي العلاج الوظيفي تشجيع المرضى ممن يعانون من فقدان أطرافهم من جانب واحد في الأداء الوظيفي لدمج العضو المبتور مع العضو السليم المقابل من خلال أنشطة الحياة اليومية حيث يحول الأنشطة التي تحتاج يد واحدة إلى مهام تؤدى باليدين.
- تسهيل الاستقلالية في أنشطة الحياة اليومية: من المهم على المرضى تطوير مهارات مختلفة حتى تمكنه أن يكون مشارك بالأنشطة أو مستقل خلال أنشطة الحياة اليومية بدون الطرف الصناعي.[3]